# Тантал (мифология)
Танта́л (др.-греч. Τάνταλος) — в древнегреческой мифологии царь Сипил во Фригии, обречённый на вечные муки.

## Мифы
Сын верховного олимпийского бога Зевса и фригийской царицы Плуто (или сын Тмола; по Ксанфу Лидийскому, сын Гименея), его жена Диона, или Стеропа, или Еврианасса, отец Пелопа и Ниобы, а также Бротея.
Как любимец богов Олимпа Тантал имел доступ к их советам и пирам. Он возгордился столь высоким положением и за оскорбление, нанесённое богам, был низвергнут во владения Аида.
По одной версии предания, он разгласил тайные решения Зевса либо рассказывал людям 
про тайны богов, по другой — похитил со стола богов нектар и амброзию, чтобы дать их отведать друзьям. По третьей — совершил клятвопреступление, чтобы овладеть золотой собакой, похищенной для него из храма Зевса. Тантал перед богом Гермесом принёс ложную клятву, что не брал у царя Эфеса Пандарея золотую собаку Зевса, за это Зевс сразил его молнией и навалил ему на голову гору Сипил.
Наконец, есть миф, согласно которому Тантал, испытывая всеведение богов, убил своего сына Пелопа, приготовил блюдо из его мяса и подал его пирующим богам. Те, однако, сразу поняли замысел Тантала и воскресили убитого. Лопатку в рассеянности съела богиня плодородия Деметра, погружённая в печаль по своей исчезнувшей дочери Персефоне. Гефест сделал ему новую лопатку из слоновой кости.
По ещё одному сказанию, Тантал жил в Пафлагонии и раскрывал людям тайны богов. Став ненавистен богам, был изгнан из Пафлагонии Илом, после того как воевал с Илом и был побеждён им.
Согласно греческому писателю и историку II в. до н. э. Деметрию из Скепсиса, источником богатства Тантала были рудники во Фригии и Сипиле. Согласно историку Демоклу, в его царствование происходили землетрясения, которые разрушили гору Сипил, а Трою затопило волнами. Землетрясение, разрушившее Трою VI, зафиксировано археологически.

## «Танталовы муки»
Согласно Гомеру, Тантал испытывает в подземном царстве нестерпимые муки голода и жажды. Стоя по горло в воде, он не может достать воды и, видя близ себя роскошные плоды, не может овладеть ими: как только он открывает рот, чтобы зачерпнуть воды, или поднимает руки, чтобы сорвать плод, вода утекает и ветвь с плодами отклоняется. Отсюда пошло выражение «танталовы муки».
Его могила на Сипиле, её там видел Павсаний, рядом озеро Тантала. На озере Тантала Павсаний видел «лебединых» орлов.

## Проклятие рода Атридов

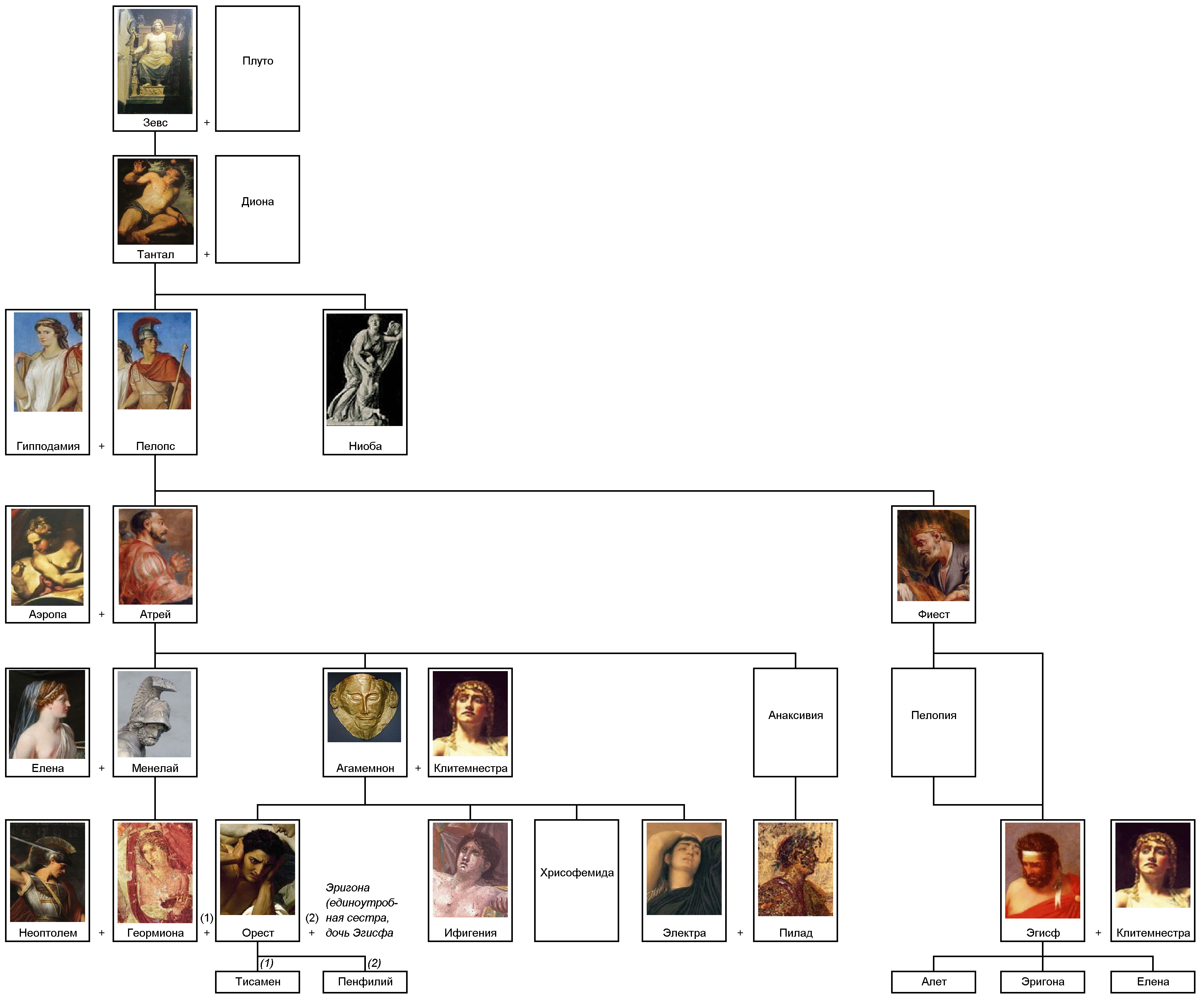
Потомки

Весь род Тантала был проклят: его внуки Атрей и Фиест оспаривали власть в Микенах. Атрей победил, но этого ему было мало: он убил детей Фиеста и угощал их мясом гостей на пиру. От кровосмесительной связи Фиеста с дочерью Пелопией родился Эгисф, который убил Атрея и его сына Агамемнона. Агамемнон поплатился за то, что принёс в жертву Артемиде свою дочь Ифигению. Когда Агамемнон вернулся с троянской войны, его жена Клитемнестра вместе со своим возлюбленным Эгисфом убили его. Дети Клитемнестры и Агамемнона, Электра и Орест, по совету оракула, убили свою мать и её сообщника.
Множество внуков и внучек Тантала (по разным свидетельствам, от 7 до 20) были расстреляны из лука Аполлоном и Артемидой, поплатившись за гордыню их матери Ниобы, которая похвалялась детьми перед Лето. Сама же Ниоба с горя обратилась в камень.

## В литературе и искусстве
Действующее лицо трагедий Фриниха и  Пратина «Тантал», трагедии Эсхила «Ниоба» (фр. 158—161 Радт), трагедии Софокла «Тантал» (фр. 572—573 Радт), Аристия и Аристарха Тегейского «Тантал». Его тень появляется в трагедии Сенеки «Фиест».
Изображён в Аиде на картине Полигнота в Дельфах, в соответствии с описанием Гомера, из Архилоха добавлено описание нависшей скалы. Его статуя с чашей в Эфиопии.